# The Insiders (catch)
Palmarès
WCW World Tag Team Championship (2 fois)
The Insiders est une ancienne équipe de catch à la World Championship Wrestling, composée de Kevin Nash et Diamond Dallas Page. Ils ont été deux fois Champions du Monde par équipe de la WCW.

## Historique

### Vegas Connection (1992)
Diamond Dallas Page crée en 1991, au sein de la WCW, un clan nommé "The Diamond Mine", auquel se joignent des catcheurs qui deviendront par la suite très populaires sous d'autres noms : Scotty Flamingo (Raven), Diamond Studd (Scott Hall) et Vinnie Vegas (Kevin Nash). L'année suivante, après le départ de Flamingo et Diamond Studd, DDP et Vegas se mettent en équipe sous le nom de "Vegas Connection".
L'équipe se voit séparée au bout de cinq mois seulement, lorsque Page se blesse dans un match opposant la Vegas Connection à Tex Slazenger et Shanghai Pierce. À la suite de sa blessure, il se fait renvoyer de la WCW et n'y effectuera son retour qu'en 1994, tandis que Nash quitte la fédération en 1993 pour rejoindre la World Wrestling Federation sous le nom de Diesel.

### The Insiders (2000-2001)
En 2000, alors que Kevin Nash a entamé une feud contre les Natural Born Thrillers, Diamond Dallas Page effectue son retour au sein de la WCW après plusieurs mois loin des rings pour cause de tournages. Nash et Page se mettent alors à nouveau en équipe, sous le nom « The Insiders » (clin d'œil en référence à l'équipe "The Outsiders" constituée de Kevin Nash et Scott Hall). Ils gagnent le titre de Champions du Monde par équipe contre The Perfect Event (Shawn Stasiak et Chuck Palumbo) le 26 novembre à WCW Mayhem puis le 17 décembre à Starrcade, après que les ceintures leur aient été retirées par Mike Sanders. Ils perdent leurs ceintures en janvier 2001 à WCW Sin, puis l'équipe se sépare en février.

## Palmarès
- World Championship Wrestling
  - 2 fois Champions du Monde par équipe de la WCW